# Red, White and Blues
Série The Blues
Godfathers and Sons
(2003) Piano Blues
(2003)
Pour plus de détails, voir Fiche technique et Distribution.
Red, white and blues (Red, white and blues) est un film documentaire américain réalisé par Mike Figgis, diffusé en 2003 sur la chaine américaine PBS.
C'est le sixième épisode de la série The Blues (The Blues, A Musical Journey), produite par Martin Scorsese.

## Synopsis
Au moyen d'interviews avec des musiciens, ce film retrace la période des années 1960 en Grande-Bretagne. Une révolution sociale s'est accompagnée d'une révolution musicale sous l'influence du blues.

## Fiche technique
- Titre : Red, white and blues
- Titre original : Red, white and blues
- Réalisation : Mike Figgis
- Production : Mike Figgis et Martin Scorsese
- Société de production : Martin Scorsese Presents
- Photographie : Barry Ackroyd
- Pays de production : États-Unis
- Format : Couleurs
- Genre : documentaire musical
- Durée : 93 minutes
- Date de sortie :
  - États-Unis : 3 octobre 2003

## Distribution
- Albert Lee
- Alexis Korner[1]
- B. B. King
- Bert Jansch
- Big Bill Broonzy[1]
- Chris Barber
- Chris Farlowe
- Cream[1]
- Davey Graham
- Eric Burdon
- Eric Clapton
- George Melly
- Georgie Fame
- Humphrey Lyttelton
- Jeff Beck
- John Mayall
- Jon Cleary
- Lead Belly[1]
- Lonnie Donegan
- Mick Fleetwood
- Muddy Waters[1]
- Peter Green
- The Rolling Stones[1]
- Sœur Rosetta Tharpe[1]
- Sonny Terry et Brownie McGhee
- Steve Winwood
- Tom Jones
- Van Morrison